# Ficedula timorensis
Ficedula timorensis là một loài chim trong họ Muscicapidae.